# Cephaloidophora warekara
Cephaloidophora warekara is een soort in de taxonomische indeling van de Myzozoa, een stam van microscopische parasitaire dieren. Het organisme komt uit het geslacht Cephaloidophora en behoort tot de familie Cephaloidophoridae. Cephaloidophora warekara werd in 1969 ontdekt door Hoshide.